# クマ川
クマ川（クマがわ、Kuma、ロシア語: Кума́）は、ロシア南西部を流れる総延長802kmの川である。キスロヴォツクの西、カラチャイ・チェルケス共和国を源とし、北西にスタヴロポリ地方を流れる。カルムイク共和国とダゲスタン共和国の境となって流れ、両国の国境近くのカスピ海に注ぐ。
クマ川が作り出す渓谷はクマ＝マヌィチ窪地の東側を形成し、東ヨーロッパ平原とカフカース地方を分けるものとなっている。